# Moslavina (Vesprimska županija, Mađarska)
Moslavina (mađ. Monoszló) je selo u Mađarskoj.
Površine je 7,46 km četvornih.

## Upravna organizacija
Nalazi se u Vesprimskoj županiji, u balatonfüredskoj mikroregiji.

## Povijest
Kod Moslavine pronađeni su statorimski spomenici.

## Geologija
Bazaltne formacije. 

## Vanjske poveznice
- Službene stranice